# Hymedesmia omissa
Hymedesmia omissa är en svampdjursart som beskrevs av Topsent 1938. Hymedesmia omissa ingår i släktet Hymedesmia och familjen Hymedesmiidae. Inga underarter finns listade i Catalogue of Life.